# Iraj Mirza
Jalal ol-Mamalek Iraj Mirza (persiska: ایرج میرزا جلال‌الممالک), född 1874 i Tabriz, Iran, död 1926 i Teheran, Iran, berömd persisk poet, son till den qajariske prinsen Gholam Hossein Mirza.

## Biografi
Iraj Mirza föddes i oktober 1874 i staden Tabriz. Han var barnbarns barn till den qajariske shahen Fath Ali Shah (d. 1834), den andre regenten av den qajariska dynastin. Iraj Mirzas far Gholam Hossein Mirza var officiell "litterär smakdomare" vid shahen Mozaffar od-Din Shahs hov. Iraj Mirza fick privat skolning och studerade vid Darol-fonun ("Högskolan") i Tabriz. Vid 15 års ålder behärskade han franska, arabiska och turkiska flytande. Han var även vida beläst i persisk litteratur och utmärkte sig i kalligrafi. Vid 16 års ålder gifte han sig. Vid hans fars död efterträdde han denne som litterär smakdomare vid hovet och fick sedermera titeln jalal-ol-mamalek ("Rikenas majestät").
Några år senare lämnade Iraj Mirza hovet och tog anställning hos guvernören Ali Khan Amindoule i provinsen Azerbaijan. Före den konstitutionella revolutionen i Iran 1905-6 flyttade han till Teheran och tog anställning vid det hovliga skrivarkansliet Darol-Ensha.
Mot slutet av qajareran anställdes Iraj Mirza vid Kulturministeriet och sedermera vid Finansministeriet. Han avled 14 mars 1926 i Teheran och begravdes på Zahir od-Doules begravningsplats i norra Teheran.

## Poesi
Iraj Mirza räknas som en av de främsta diktarna under sin levnad. Han var den förste som skrev vardaglig poesi på allvar och inkorporerade idiomatiska uttryck från talspråket i den senklassiska persiska dikten. Han är även omtyckt för sin satir och kritik av islam och det sociala tillståndet i det iranska samhället (särskilt kvinnornas låga ställning). Han blev djupt påverkad av den konstitutionella rörelsen och bidrog till att introducera moderna västerländska idéer och begrepp i den iranska samhälls- och kulturdebatten. Av den anledningen räknas han som en viktig iransk "upplysningstänkare". Hans kritik av islams kvinnoförtryck framkommer i dikterna Hejab (Slöjan) och Tasvir-e zan (Bilden av kvinnan).